# ルーク・バージェス (ラグビーリーグ選手)
ルーク・バージェス（Luke Burgess、1987年2月20日 - ）は、イングランドの元プロラグビーリーグ選手である。兄弟のサム、トム、ジョージと同様にポジションはフォワード。以前はスーパーリーグにてイングランドのハーレクインズRLとリーズ・ライノズにてプレーし、2009年スーパーリーグ・グランドファイナルで優勝。2011年からオーストラリアのナショナルラグビーリーグのサウスシドニー・ラビトーズ、マンリー＝ワーリンガー・シーイーグルズでプレーした後イングランドに戻り、サルフォード・レッドデビルズとカタラン・ドラゴンズでプレーした。

## 生い立ち
1987年2月20日、バージェスはウェスト・ヨークシャー、カークリーズ、リバーズエッジで生まれた。父マーク・バージェスはノッティンガム・シティ、ロッチデール・ホーネッツ、デューズベリー、ハンスレットでプレーしたラグビーリーグ選手であったが、筋萎縮性側索硬化症により死亡した。母のジュリーは教員であり、豪州ベルヴュー・ヒルのスコッツ・カレッジにて勤務。
ヘックモンドワイク・グラマー・スクールで中等教育を受け、その後プロのラグビーリーグ選手となった。彼はデューズベリー・ムーアでジュニアラグビーをプレーし、またリヴァーズエッジのクリケットクラブにも所属した。

## 選手経歴

### スーパーリーグ

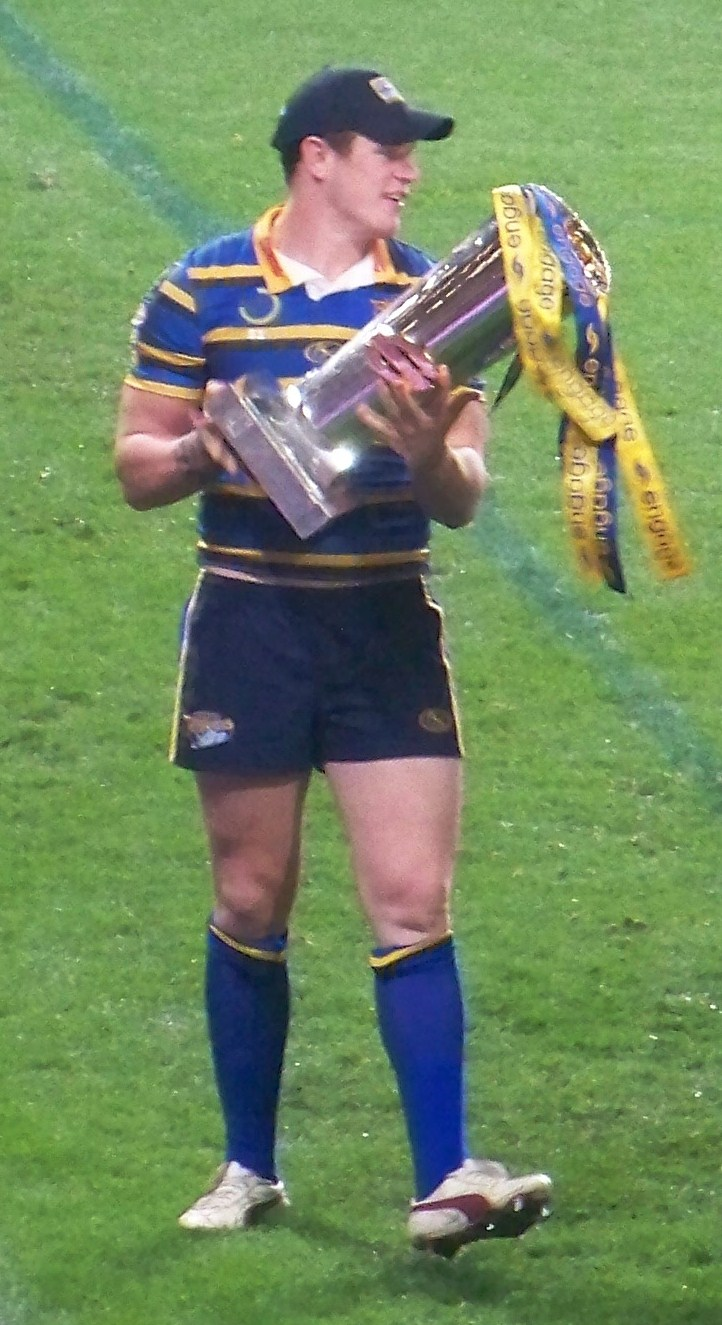
スーパーリーグの優勝トロフィーを抱えるルーク・バージェス（2009年）

バージェスはリーズ・ライノズにおいてプロップのポジションでプレー。それ以前はハーレクインズRLとドンカスターに期限付き移籍。リーズにおける彼の初出場は2008年3月で、カッスルフォード・タイガーズに敗れた試合であった。
バージェスのデビュー戦はウェルドン・ロードでのカッスルフォード・タイガーズ戦であり、リーズはこの試合に敗れた。バージェスは彼の2戦目であるハーレクインズRL戦で初トライを記録した。2008年シーズン末、バージェスは主要専門紙ラグビーリーガー・アンド・リーグエクスプレスが提供するアルバート・ゴールドソープ新人王の第1回受賞者となった。
2008年はわずか5試合で5トライを挙げた。だが2009年、バージェスは28試合に出場するも、記録はサルフォード・シティ・レッズ戦での1トライのみに終わった。
2011年6月21日、ルーク・バージェスはオーストラリアのナショナルラグビーリーグのサウスシドニー・ラビトーズと契約し、承認された。同クラブでは兄弟のサム、トム、そしてジョージもプレーした。

### ナショナルラグビーリーグ
2011年シーズン、バージェスはサウスにおいて2週間以内にオーストラリアでのナショナルラグビーリーグデビューをするための登録手続きがなされた。
2013年5月、バージェスはオーストラリアズ・ネクスト・トップモデル出場のモデル女性ヨランダ・ホジソンとの間に第1子となる娘グレイス・ルカをもうけた。2013年8月、バージェスは兄弟4人での同時リーグ出場を果たした。オーストラリアのナショナルラグビーリーグのクラブにおいて兄弟4人が同時にプレーしたのは、1910年のニューサウスウェールズ・ラグビーリーグにおいてレイ、ロイ、レックス、バーナードのノーマン4兄弟がシドニーのアナンデール・クラブで出場して以来であった。
2015年、彼はアメリカ合衆国のアリゾナ州においてサウスシドニー・ラビトーズの高高度トレーニング・キャンプに参加。彼は許可を受けて早期にチームを離れ、マンリー＝ワーリンガー・シー・イーグルスに加入した。